# 立霧渓
立霧渓（たっきり-けい）は台湾東部の花蓮県を流れる河川。高さ1,000メートル以上にも切り立った太魯閣渓谷（タロコ渓谷）で名高い。
河口部はかつて砂金の産地で知られ、記録は17世紀にまでさかのぼることができる。ポルトガル人がかつて河口で砂金を発見し、後に漢人も探査を行っている。河口北側の得其黎海岸は、花蓮の古い地名で多羅満と呼ばれており、立霧渓の河口の砂金のことを指しているとされている。

## 地理
中央山脈の奇萊北峰と合歓山の間に源を発して北東の方向に向かい、太魯閣渓谷を流れ太平洋に注ぐ。支流は少なく、その大半が上流域に存在している。全長は約55km、流域面積は約616平方キロメートルで、平均斜度は1:32となっている。
川の名の由来は、河口部北岸のタロコ族タッキリ社に由來し、「立霧」の当て字は1914年（大正3年）のタロコ討伐時に総督府技師・野呂寧がタッキリ社北方の山岳（現崇徳山）を社名と絶えず霧の立ちのぼることに因んで「立霧山（たっきり-やま）」と命名したことに由來する。戦後は「立霧渓」を北京語で「リーウーシー」と読み、現在に至る。

## 関連項目

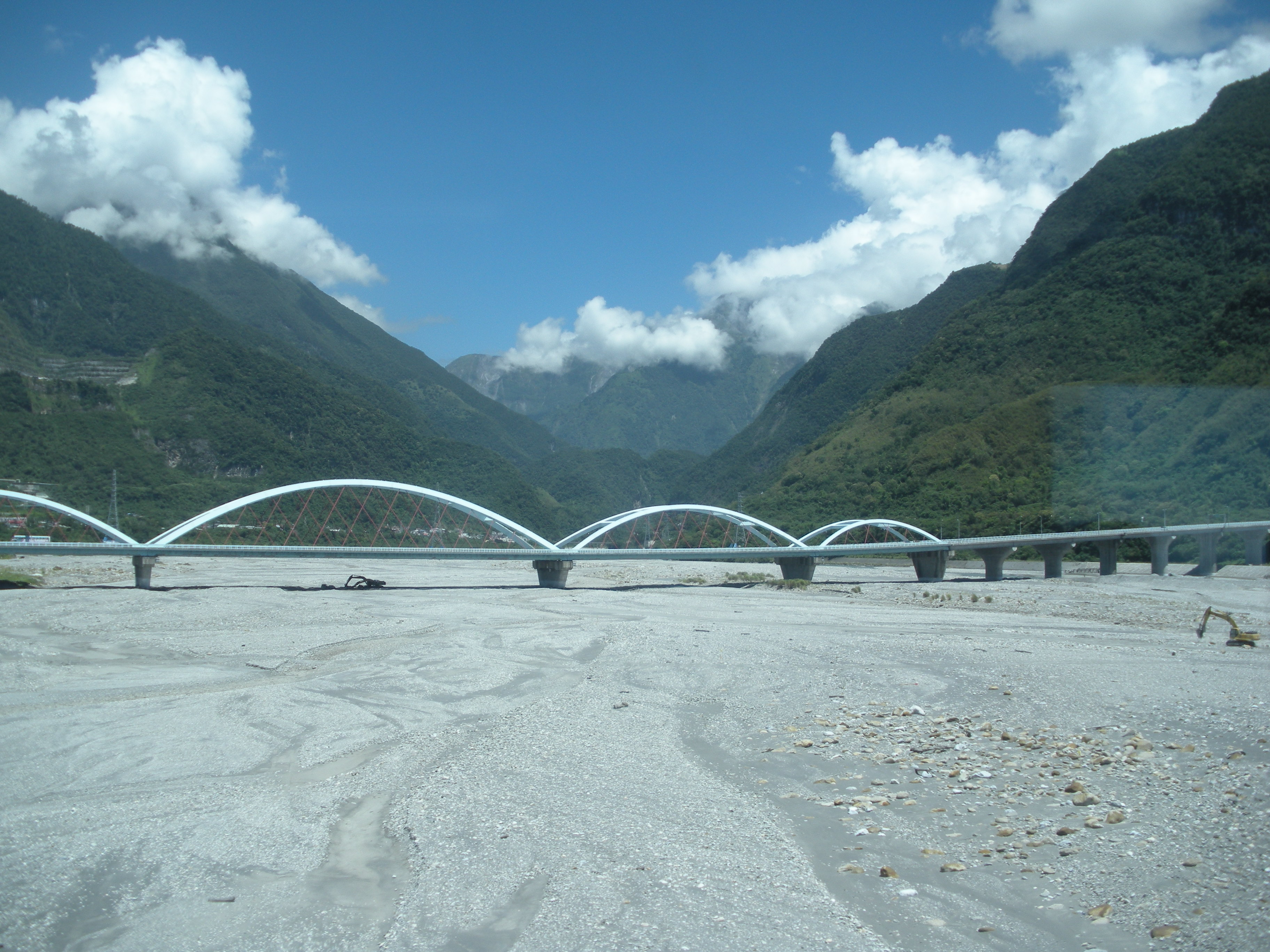
北廻線崇徳～新城間の車窓より望む、立霧渓の広大な河原。この奥に有名なタロコ渓谷がある